# 24: Legacy
24: Legacy é uma série de televisão americana produzida pela rede Fox criada por Many Coto e Evan Kratz. A série é um spin-off de 24 que foi criada por Joel Surnow e Robert Cochran. Composta por doze episódios, a série segue a vida do herói de guerra Eric Carter, interpretado por Corey Hawkins, utilizando o método de narração em tempo real. Miranda Otto interpreta Rebecca Ingram, a ex-chefe da Unidade contrária do terrorista (CTU) agora instalada em Los Angeles. A série estreou em 5 de Fevereiro de 2017, servindo como o programa de lead-out para o Super Bowl LI , e depois vai passar seu horário regular de segundas-feiras às 8:00 pm. No Brasil, estreou na madrugada de 9 para 10 de fevereiro de 2017 à 0:00 na emissora Fox Channel, exibindo os dois primeiros episódios em sequência. Foi exibida em TV Aberta de 27 de janeiro a 11 de fevereiro de 2020 na Rede Globo, nas madrugadas de segunda a sexta, substituindo a terceira temporada de Agentes da S.H.I.E.L.D. e sendo substituída por Twisted - A Hora da Verdade.
A série começa com Carter, um ex-militar, que voltou para a América, e os problemas que o segue para trás, obrigando-o a pedir a CTU para salvar sua vida, e potencialmente interromper os maiores ataques terroristas em solo americano.
Atualmente, o único personagem da série original a retornar é Tony Almeida, interpretado por Carlos Bernard, e alguns outros são mencionados ou mostrados através de fotografias.

## Sinopse
Depois de liderar uma missão para eliminar o líder terrorista Sheik Ibrahim Bin-Khalid, Eric Carter (Corey Hawkins) retorna para os EUA e descobre que ele e seus companheiros de equipe são alvo de assassinato em retaliação pela morte de Bin-Khalid. Sem a quem recorrer, Carter pede a UCT para ajudá-lo salvar a sua vida ao mesmo tempo em que ele pretende parar um dos ataques terroristas maior escala em solo americano. Os eventos ocorrem três anos após os acontecimentos de 24: Live Another Day e está situado em Washington, D.C..

## Elenco e personagens

### Elenco principal
- Corey Hawkins como Eric Carter, um ex-guarda florestal do exército , que voltou para a América e está determinado a parar os ataques terroristas que podem seguir.
- Miranda Otto como Rebecca Ingram, o ex-chefe da CTU, e esposa do senador John Donovan, que está concorrendo a presidente dos Estados Unidos.
- Jimmy Smits como John Donovan, um senador que está funcionando para o presidente e marido de Rebecca Ingram.
- Teddy Sears como Keith Mullins, o chefe ambicioso e conduzido de CTU, que já trabalhou sob Rebecca.
- Dan Bucatinsky como Andy Shalowitz, analista de comunicação na CTU que tem a confiança de Rebecca e é infeliz emparelhado com analista de informática Mariana.
- Anna Diop como Nicole Carter, uma enfermeira e esposa de Eric.
- Ashley Thomas como Isaac Carter, irmão mais velho de Eric que está irritado com ele por seu passado amargo envolvendo a esposa de Eric, Nicole.
- Charlie Hofheimer como Ben Grimes, ex-companheiro de Eric na unidade de Rangers do Exército que agora está sofrendo de PTSD.
- Coral Peña como Mariana Stiles, um, jovem, analista de informática autodidata brilhante e primo do ex-agente da CTU Edgar Stiles, que está emparelhado com Andy.
- Sheila Vand como Nilaa Mizrani, gerente de campanha do senador John Donovan.
- Veronica Cartwright como Margaret Donovan, mãe do senador John Donovan.
- Gerald McRaney como Henry Donovan, o pai do candidato presidencial John Donovan, que é um homem de óleo poderoso e pai apaixonadamente dedicado, dedicada a colocar seu filho na Casa Branca, não importa o que os obstáculos.
- Raphael Acloque como Jadalla bin-Khalid, um estudante universitário que tem abraçado campanha jihadista de seu pai desde sua morte.

### Elenco recorrente
- Zayne Emory como Drew Phelps, um júnior em Marshall High School, que tem uma queda por Amira.
- Kathryn Prescott como Amira Dubayev, um estudante do ensino médio e da irmã de Khasan.
- Tiffany Hines como Aisha, a namorada de Isaac, que lhe ajuda com o seu negócio de tráfico de drogas.
- Bailey Chase perseguição como Thomas Locke, agente de campo CTU eo chefe de operações de campo.
- Laith Nakli como Kusuma, um dos jihadistas à procura de Eric Carter.
- Carlos Bernard como Tony Almeida , ex-diretor CTU virou vilão.
- Themo Melikidze como Khasan Dubayev, irmão de Amira.
- Moran Atias como Sidra, associado Tony que instiga sentimentos de desconfiança entre Tony e Ingram.

## Episódios
| Série # | Título                | Diretor          | Roteirista(s)                          | Exibição                | Audiência EUA (milhões) |
| --- | --------------------- | ---------------- | -------------------------------------- | ----------------------- | ----------------------- |
| 1 | "12:00 AM – 1:00 PM"  | Stephen Hopkins  | Evan Katz & Manny Coto                 | 5 de fevereiro de 2017  | 17.58                   |
| Os homens de Bin-Khalid, que procuram uma "caixa-forte" roubado durante uma operação militar, procurar Eric Carter e Ben Grimes. Enquanto isso, Rebecca Ingram chega à CTU em Washington para discutir uma questão trivial com Mullins, o chefe da CTU. A esposa de Eric, Nicole, o ajuda a matar os atacantes; e ele chama de Ingram, que apoiou a operação. Acreditando que Mullins é uma toupeira , ela diz a Eric para não confiar na polícia, nem o FBI . Eric convence Isaac, ex-namorado de Nicole e um líder de gangue local, para protegê-la até que ele termina a investigar as pessoas por trás disso. Ingram diz Shalowitz sobre Mullins e pede sua ajuda na utilização de vigilância CTU para ajudar Eric encontrar Grimes. Stiles descobre e diz Mullins, que enfrenta Ingram. Ela tasers -o inconsciente e continua ajudando Eric, que finalmente encontra Grimes com o cofre, mostrado para conter um drive USB listagem de Bin-Khalid células adormecidas . Eles são atacados pelos terroristas, a quem Eric mata. No entanto, ele encontra Grimes ido com a unidade, em seguida, recebe um telefonema dele exigindo dinheiro em troca por isso. Enquanto isso, Drew Phelps diz seu professor, o Sr. Harris, sobre afiliações terroristas de Amira Dubayev, mas Harris é mostrado mais tarde a ser namorado e associado da Dubayev. |                       |                  |                                        |                         |                         |
| 2 | "1:00 PM – 2:00 PM"   | Jon Cassar       | Evan Katz & Manny Coto                 | 6 de fevereiro de 2017  | 6.22                    |
| Grimes dá Eric de uma hora para chegar com dois milhões de dólares para a unidade USB. Isaac diz Eric cerca de quatro milhões em dinheiro que o MPD apreendidos recentemente. Na CTU, Ingram bloqueia Mullins em uma sala e convence-o a dar-lhe a sua substituição a fim de ajudar Eric e provar a inocência de Mullins. Eric captura dois policiais e obriga o seu cumprimento. Eles entram no recinto e ir para a sala de provas , onde ele consegue encontrar o dinheiro. Eric convence Grimes para dar-lhe 45 minutos para chegar ao local para a troca, mas ele é descoberto por outros agentes e se tranca dentro do edifício. Enquanto isso, Shalowitz descobre que Mizrani é a pessoa que violou rede do diretor e vazou informações para os terroristas. Stiles diz a Locke sobre os acontecimentos recentes. Eles libertar Mullins, que ordena a prisão de Ingram e Shalowitz. No Capitólio, Henry diz a João sobre o plano de seu rival para atacá-lo, liberando o fato de que Mizrani anteriormente participou de um islamita radical mesquita. Ela afirma que ela foi lá para se opor ao Imam . Em outros lugares, Jadalla é revelado para ser o líder da jihadi célula terrorista ou seja, após o cofre. Phelps aprende sobre Dubayev e Harris, que o mata. Aisha contatos os dominicanos e oferece-lhes um negócio para ter Isaac matou para que ela possa assumir sua gangue para si mesma. Nicole começa a suspeitar dela, e sua vida é breve em perigo. |                       |                  |                                        |                         |                         |
| 3 | "2:00 PM – 3:00 PM"   | Jon Cassar       | Howard Gordon & Leigh Dana Jackson     | 13 de fevereiro de 2017 | 5.14                    |
| Eric é liberado pela polícia sob ordens de Mullins, que também libera Ingram e Shalowitz, decidindo supervisionar a operação. Eric vai para a estação de trem, onde ele se reúne com Grimes, com Keith no comando da vigilância e Locke, que é revelado como ex-namorado de Shalowitz, perseguindo-os. Enquanto Grimes recupera a unidade, Jadalla e seus homens chegam e comprometem a UCT. Grimes é forçado a escapar, mas é baleado por um jihadista. Jadalla recupera o pen drive e escapa, com Eric perdendo-o. Enquanto isso, Ingram interroga Mizrani sobre seu paradeiro no dia em que as identidades dos Rangers foram acessadas, o que ela nega fazer. Mais tarde, revelou-se que Henry estava por trás do vazamento. Seriamente ferido, Phelps desperta e escapa, alarmando Dudayev e Harris. Ele cai inconsciente no campo de futebol e é visto por estudantes, que chamam uma ambulância. Dudayev decide matá-lo quando chega ao hospital. Usando a ajuda da CTU, Nicole consegue a conversa de Aisha com os dominicanos, mas Aisha fica desconfiada dela e pega seu telefone celular antes que ela possa chamar Isaac, que saiu para sua missão. |                       |                  |                                        |                         |                         |
| 4 | "3:00 PM – 4:00 PM"   | Nelson McCormick | Nikki Toscano & Nelson Greaves         | 20 de fevereiro de 2017 | 4.42                    |
| Eric, que reconheceu Jadalla, pergunta a Grimes sobre sua liderança, Gabriel, um traficante de armas que fornecia armas aos jihadistas e os contrabandeava para os EUA. Como Gabriel exigirá esquemas militares secretos em troca de cooperação, Eric pergunta a Mullins, que nega a proposta por desconfiar das intenções de Grimes. Ingram manda Shalowitz, que sabe que Mullins está planejando demiti-lo, roubar os esquemas que ele dá a Eric, que explode Grimes; e a dupla escapa da CTU. Enquanto isso, John suspeita de seu pai, Henry, e obtém provas de que as imagens de Mizrani são falsas. John então confronta seu pai, que revela que Jadalla o chantageou para enviar as informações, ameaçando divulgar um acordo secreto que sua empresa fez com o ISIS., arruinando a campanha e a reputação de John. John diz isso a Ingram, enquanto Luis, irmão de Henry e tio de John, incentiva Henry a negar qualquer acusação futura. Além disso, Khasan instrui Amira a injetar ar na veia de Phelps, hesitando primeiro, mas forçado a fazê-lo, quando de repente acorda, matando-o. Em outros lugares, Nicole foge de Aisha e Jerome, dominando-os e chamando Isaac a tempo de avisá-lo sobre a traição. O último obriga Royo a honrar o acordo original. Aisha e Jerome escapam antes que dois policiais prendam Nicole. Isaac a liberta subornando-os. |                       |                  |                                        |                         |                         |
| 5 | "4:00 PM – 5:00 PM"   | Nelson McCormick | Robert Cochran e Leigh Dana Jackson    | 27 de fevereiro de 2017 | 3.98                    |
| Eric fornece um local para a equipe tática da CTU ficar de prontidão. Eric e Grimes finalmente conhecem Gabriel, que ordena que Eric mate Grimes, mas ele se recusa, impressionando Gabriel, que matou Grimes antes de examinar os esquemas. Eric domina Gabriel enquanto Locke e seus agentes derrotam os homens de Gabriel. Gabriel comete suicídio. Seu computador começa a apagar os dados, mas Eric os interrompe. Enquanto isso, Mizrani é libertado e Henry Donovan é levado para a CTU, onde ele nega completamente as acusações de que ele era o responsável pelo vazamento. Mullins suspende Shalowitz até que o primeiro possa obter evidências para demitir o último. Os jihadistas adquirem o código de acesso a uma das quinze células. Jadalla decide esperar até conseguir tudo, o que parece improvável. Kasuma secretamente ativa a célula, que é revelada como sendo de Khasan. Jadalla executa Kasuma por ir atrás das costas. Além disso, o pai de Amira confronta ela e o irmão por suas atividades terroristas. Eles o amarram e amordaçam. Isaac começa a investigar seus homens por mais traidores, assustando Nicole. Ele dissuade Nicole de sair. |                       |                  |                                        |                         |                         |
| 6 | "5:00 PM – 6:00 PM"   | Jon Cassar       | David Fury                             | 6 de março de 2017      | 3.80                    |
| Eric convence Mullins a incluí-lo na equipe tática até que eles possam localizar e derrotar os jihadistas. A CTU recupera o endereço de Jadalla do laptop. No entanto, as filmagens do tiroteio vazam para a imprensa, alertando Jadalla, que evacua a instalação antes da chegada da CTU. Enquanto isso, Harris chega com seu composto, que Khasan usa para completar os explosivos. Na tentativa de se libertar e de Amira, Harris atira em Khasan; mas ela mata Harris. Antes de morrer, Khasan pede que ela complete a missão sozinha. Ela dirige o caminhão em direção à ponte George Washington. Mikail, seu pai, se liberta e alerta a polícia. Mullins tem uma patrulha rodoviáriao ficial atire em Amira e pare o caminhão. No entanto, ela detona as bombas, matando pelo menos 100 civis. Enquanto isso, Eric envia uma equipe da CTU para adquirir Nicole; mas os jihadistas atacam o projeto habitacional, seqüestrando ela e Isaac. Jadalla liga para Eric e exige que ele traga um técnico que possa consertar a unidade, ameaçando matar a dupla. |                       |                  |                                        |                         |                         |
| 7 | "6:00 PM – 7:00 PM"   | Jon Cassar       | Tony Basgallop                         | 13 de março de 2017     | 3.90                    |
| Eric diz a Shalowitz sobre a situação e o convence a ajudá-lo a destruir a unidade em vez de repará-la, lembrando-o de que a sobrevivência deles é improvável. Shalowitz começa a escrever um vírus , mas a dupla é confrontada por Locke, que aprende sobre a situação antes de ser dominado e trancado. A dupla vai para o local da troca, onde Isaac e Nicole são libertados, e Eric convence a dupla a ir embora. Eric e Shalowitz se rendem aos jihadistas, a quem Jadalla ordena encontrar e matar Isaac e Nicole. Enquanto isso, Ingram convence Mullins a permitir que empreiteiros particulares usem interrogatórios aprimorados para forçar Henry a cooperar. Ela chama Tony Almeida, seu ex-namorado, para o trabalho, enquanto Mullins libera Henry e distrai John com uma conversa trivial. Henry é seqüestrado pela equipe de Almeida e levado para um local preto , onde Ingram ordena que Almeida examine o estado de saúde de Henry antes de começar. John aprende sobre o plano e liga para Ingram, que garante que Henry não será ferido. |                       |                  |                                        |                         |                         |
| 8 | "7:00 PM – 8:00 PM"   | Bronwen Hughes   | David Fury                             | 20 de março de 2017     | 3.30                    |
| Locke se liberta e atualiza Mullins. Shalowitz carrega o vírus, mas é pego por Jadalla, que revela que a unidade inicial é um engodo. Jadalla força sua obediência por tortura. Enquanto isso, Isaac e Nicole dominam e matam os homens de Jadalla. Isaac tortura o membro sobrevivente para dar a localização de Jadalla, que a CTU também consegue identificar. Isaac pede a ajuda de sua gangue para resgatar Eric. O diretor de inteligência nacional ordena um ataque aéreo cirúrgicono complexo, que matará todos, incluindo Shalowitz e Eric, que reconhecem um dos jihadistas como Asim Naseri. Isaac e sua gangue chegam, atacando os jihadistas e resgatando Eric momentos antes do ataque aéreo ocorrer. Shalowitz sobrevive e assegura o caminho enquanto Eric corre para encontrar Jadalla, que está ferido. Eric conta a Locke sobre a presença de Naseri, que consegue escapar do perímetro. Além disso, Henry resiste ao interrogatório até John exigir seu término, o que Ingram permite depois de ouvir as notícias da captura de Jadalla. |                       |                  |                                        |                         |                         |
| 9 | "8:00 PM – 9:00 PM"   | Bronwen Hughes   | Nikki Toscano e Zakiyyah Alexander     | 27 de março de 2017     | 3.23                    |
| É revelado que Naseri era a toupeira de Ibrahim na equipe de Carter durante a missão, e que Naseri usou a cobertura para alcançar um ativo de inteligência de alto valor, que ele matou junto com sua família. Naseri contata Stephen Grant, chefe de segurança da CTU, exigindo que ele cumpra o plano de Naseri de libertar Jadalla, ameaçando detonar um colete explosivo preso a Jennifer Marshall, a namorada de Grant. Sem saber sobre o romance, a CTU rastreia a casa de Marshall pelo telefone celular de Naseri. A equipe de Eric chega em casa e mata a agente feminina de Naseri. Enquanto isso, John decide suspender sua campanha, às objeções de Henry. Grant desativa as câmeras e permite que a equipe da Naseri acesse a CTU, onde John chega para conversar com Ingram. Eric consegue desanexar a bomba para uma explosão segura. Marshall diz à CTU sobre Grant, que já libertou Jadalla. A equipe de Naseri mata Grant e protege Jadalla, encontrando John no caminho e seqüestrando-o também. Naseri diz a Jadalla que ele está trabalhando para outra pessoa.e fugir. Além disso, Mullins restabelece Shalowitz. Em outro lugar, Isaac consegue levar Nicole para casa, onde, enquanto limpa o local, ela encontra alguns documentos envolvendo a inscrição de Eric na CTU. |                       |                  |                                        |                         |                         |
| 10 | "9:00 PM – 10:00 PM"  | Stephen Hopkins  | Manny Coto e Gabriella Goodman Seitter | 3 de abril de 2017      | 3.20                    |
| Naseri leva Jadalla a Ibrahim, que se revela vivo e esperando Jadalla provar seu valor. Ingram informa Henry sobre o seqüestro de John. Henry exige ajuda de Luis, sua ligação com os jihadistas. Luis fere Henry e foge. Jadalla contata Ingram e exige que ela se renda para libertar John. Ela informa Eric em particular e o convence a acompanhá-la até o local da troca para que eles possam matar Jadalla e Naseri. Antes de sair, Eric tem uma disputa com Nicole depois que ela descobre que ele estava tentando se juntar à CTU. John faz uma tentativa de fuga sem sucesso. Stiles aprende sobre o plano de Ingram e informa Mullins, que entra em contato com Almeida, que ajuda a CTU a localizar Ingram. O DNI ordena que Mullins garanta Ingram. Ela e Eric dominam dois oficiais do MPD e vão para o local. Ela força os jihadistas a libertarem John antes de se render. Jadalla é baleado e morto por Eric, mas os jihadistas capturam Ingram, que conta à CTU sobre Ibrahim estar vivo. Enquanto isso, Jennifer Marshall conta a Shalowitz sobre uma frase-chave usada por Naseri. Shalowitz conecta a frase ao DNI. Em outros lugares, Isaac oferece a Nicole um novo romance com ele. |                       |                  |                                        |                         |                         |
| 11 | "10:00 PM – 11:00 PM" | Nelson McCormick | Leigh Dana Jackson                     | 10 de abril de 2017     | 3.30                    |
| DNI Simms envia seu agente leal Daniel Pang para assumir o comando da CTU, a fim de encontrar o agente investigador Shalowitz, que liga para Eric e revela que Simms sequestrou Ara, filha de Naseri, exigindo informações em troca de sua vida. Naseri recusou, levando à aparente morte de Ara. Deduzindo que Simms terá uma chance de encontrar Naseri, Eric informa John, que faz uma consulta com Simms no Pentágono. Posando como um serviço secreto, Eric acompanha John ao escritório de Simms, onde Eric subjuga Simms e ajuda Shalowitz a se infiltrar no computador de Simms. Eric descobre que Ara está viva e onde ela é mantida, sem saber que Simms contratou Almeida para matar Ara. Confiando Simms a John, Eric segue para o esconderijo, onde subjuga os guardas e liberta Ara, a quem ele pretende retornar a Asim em troca de Ingram. Simms diz a John que o sequestro inicial de Ara foi ideia de Ingram. O esconderijo é atacado pela equipe de Almeida. Enquanto isso, Pang se aproxima de encontrar Shalowitz. Mullins sufoca Pang à inconsciência. Ingram faz uma tentativa de suicídio. |                       |                  |                                        |                         |                         |
| 12 | "11:00 PM – 12:00 PM" | Stephen Hopkins  | Manny Coto e Howard Gordon             | 17 de abril de 2017     | 3.42                    |
| Eric envolve a equipe de Almeida até John poder entrar em contato com Almeida com a ajuda da CTU. Depois de conhecer a situação, Almeida se afasta. Com a ajuda de Ara, Eric pode ligar para Naseri e oferece a troca. Naseri salva Ingram da execução e concorda em libertá-la em troca de Ara ser levada para a Embaixada da Jordânia para retornar a sua mãe no Iêmen. Depois de assistir Ara chegar com segurança à embaixada em um feed de vídeo ao vivo, Naseri libera Ingram antes de ser morta por Bin-Khalid, que fere gravemente Ingram quando ela leva uma bala por Eric, que mata Bin-Khalid e leva Ingram ao hospital onde ela morre. de suas feridas. Doze horas depois, John lamenta a morte de Ingram enquanto Henry horrorizado concorda em se entregar por seus crimes. Enquanto inicialmente planejava se retirar da corrida presidencial, John muda de ideia depois de saber do suicídio de Simms. Nicole aceita o futuro de Eric como agente da CTU e decide ficar com ele. |                       |                  |                                        |                         |                         |